# Anolis casildae
Anolis casildae es una especie de iguanios de la familia Dactyloidae.

## Distribución geográfica
Es endémica de Panamá.